# 宮崎岳志
宮﨑 岳志（みやざき たけし、1970年2月14日 - ）は、日本の政治家。群馬県議会議員（1期）、群馬維新の会幹事長。
元衆議院議員（2期）、元上毛新聞社記者。政治活動では宮崎タケシ表記を用いる。鷲田 旌刀（わしだ せいとう）のペンネームでライトノベルの執筆も行った。後援会名称は「岳遊会（がくゆうかい）」。

## 来歴
群馬県前橋市紅雲町出身。父親は、前橋赤十字病院院長を務めた脳外科医の宮﨑瑞穂。前橋市立桃井小学校、前橋市立第一中学校、群馬県立前橋高等学校、中央大学法学部政治学科卒業。中央大学在籍当時は、弁論部である辞達学会、弓道サークルである紫弓会、ゲーム研究会に所属。在学中、東京大学総長杯、早稲田大学大隈杯の両弁論大会で準優勝した。
大学卒業後上毛新聞社に入社し、県警記者クラブのキャップ等を務める。
2001年に「つばさ」でロマン大賞佳作を受賞、同作品で作家デビューする。
政界進出
2006年6月、民主党の党本部が主催した新人候補者募集で合格。2007年11月20日、上毛新聞社を退社。同年11月27日、民主党本部は常任幹事会で宮崎を次回（第45回）衆院選の群馬1区公認候補にすることを内定した。同年12月19日、宮崎は同党群馬1区総支部の設立を県選挙管理委員会に届け出た。
2009年8月の第45回衆議院議員総選挙で122,711票を獲得し、自由民主党で元財務大臣の尾身幸次を破って初当選。
2011年8月27日、民主党代表選挙が告示され、宮崎は馬淵澄夫前国土交通相の推薦人に名を連ねた。
2012年の消費増税をめぐる政局では、6月26日の衆議院本会議前に福田衣里子、福島伸享、熊田篤嗣、村井宗明らと記者会見を開いて消費増税法案には賛成できないが離党する意思もないことを表明し、同法案の採決では、党の賛成方針に反して棄権した。民主党は7月3日の常任幹事会で幹事長による注意処分とする方針を決定し、7月9日の常任幹事会で正式決定した。
同年12月の第46回衆議院議員総選挙では、自民党の佐田玄一郎に敗れ、比例復活もならず落選した。
2014年12月の第47回衆議院議員総選挙では、再び佐田に敗れ、無所属の上野宏史（前職・落選）の得票数にも及ばなかったものの、比例北関東ブロックで復活当選した。
2015年1月7日、民主党代表選挙が告示され、宮崎は細野豪志元幹事長の推薦人に名を連ねた。
2015年3月に、亀井静香らが中心となって設立した超党派の「地域活性化協議会（通称・根っこの会）」に参加、呼びかけ人に名前を連ねた。
2016年9月2日、民進党代表選挙が告示され、宮崎は玉木雄一郎の推薦人に名を連ねた。
2017年9月26日、万年野党により「三ツ星議員」に選出された。
同年9月28日、民進党本部は常任幹事会で民進党が希望の党へ事実上合流する方針案を了承した。その後、同日の民進党両院議員総会でも満場一致で了承された。宮崎は「全会一致で党の方針として決定されたこと」だとして希望の党への合流に前向きな姿勢を見せた。連合群馬の幹部も取材に対して「流れとしては、求めてきた『反自民、非共産』の体制になってきた。」と合流に好意的な反応を示した。
同年9月29日、民進党群馬県総支部は緊急常任幹事会を開き希望の党に宮崎の群馬1区での公認を申請することを決定した。
同年9月30日、宮崎は前橋市内で緊急集会を開き、民進党本部から「全員そろって希望の党に公認申請してほしい」と指示されたことを支持者らに明かし、党本部の指示に従う意向を示した。民進党は安保法制に反対し、宮崎自身も衆院採決の際にプラカードを掲げて猛反対の姿勢を見せていたが、30日の緊急集会では「民進党の中では政策的には（自分は）どちらかというと希望の党に近い。政策面では心配していない」と述べた。
同年10月3日、希望の党本部は1次公認で宮崎の1区での公認を発表した。
同年10月の第48回衆議院議員総選挙は、希望の党の宮崎、自民党の尾身朝子、日本共産党が擁立した元前橋市議の3者の戦いとなった。結果は尾身に敗れ、比例復活もならず落選した。
2017年衆院選落選後
2019年6月30日、前橋市内で開かれた後援会主催の集会で次期衆院選への出馬の意欲を示した。
2019年11月、旧立憲民主党群馬県連内に翌年2月の前橋市長選（2日告示9日投開票）へ候補を擁立する動きがあり群馬県連が宮崎を含む複数名に出馬を打診していることが報道されたが、宮崎は12月末に不出馬の意向を固めた。翌年1月6日、旧立民群馬県連は支援する候補が見つからなかったことから市長選を自主投票とすると発表した。
2020年9月15日、旧・立憲民主党と旧・国民民主党が合流し、新・立憲民主党が発足。宮崎は新・立憲民主党の群馬県連が実施している群馬1区候補者の公募に応募したが、11月30日の選考会では宮崎ではなく元大学准教授の斎藤敦子が選ばれた。群馬県連は12月10日に斎藤を次期衆院選の公認候補予定者に相当する群馬1区総支部長に就任させるよう党本部に上申したが、党本部は群馬県連の上申を認めず群馬1区総支部長を空席のままにした。（「#群馬1区の公認問題」も参照）
選考会翌日の12月1日、宮崎は自身のツイッターやFacebookで「私は次の衆院選に群馬1区から必ず出馬することを、改めて表明させていただきます」と明言した。12月2日の朝日新聞は宮崎が「どんな形でも次期衆院選には群馬1区から出馬する」と明言したことを報じた。
2021年6月25日、群馬県庁で記者会見を開き、次期衆院選での群馬1区からの出馬を正式に表明した。新・立憲民主党に公認を求めているが同党の公認が得られなくても必ず出馬するとの決意を述べた。自民王国の群馬1区において自民党系の候補に対抗できるのは「十数年にわたり1区で政治活動を続けてきた私しか、野党側にいない」とも述べた。会見には中選挙区時代の群馬1区を地盤としていた故・田邊誠元衆議院議員の側近であった元前橋市議が同席した。
同年10月15日、日本維新の会は同党第49回衆院選二次公認の3名を発表した。宮崎は群馬1区での同党公認が正式に決まった。同日の記者会見では「自民１強の政治に歯止めをかけたい」と抱負を述べた。
2021年の第49回衆議院議員総選挙には日本維新の会公認で群馬1区から出馬。投開票の結果、小選挙区では自民党公認の中曽根康隆に敗れ得票数2位であり、比例復活も叶わず落選した。
同年12月16日までに、日本維新の会本部は次期（第50回）衆院選の公認内定31名を発表した。宮崎は群馬1区の同党公認が内定した。
2022年6月5日、日本維新の会の群馬県組織に相当する「群馬維新の会」（日本維新の会群馬県総支部）が設立された。浦野靖人衆院議員が同組織の代表に、宮崎が同組織の幹事長に就任した。
同年9月13日、宮崎は記者会見を開き、2022年から2023年に実施予定の県内地方選挙の候補者を群馬維新の会が公募すると発表した。また、2023年4月に実施予定の群馬県議選に関して、日本維新の会が擁立する前橋市選挙区の候補者として自身の名前も選択肢の1つに挙がっていることを明かした。今後、後援会会合などを開き県議選に出馬するかどうか議論する意向を示した。
同年10月17日、前橋市内で会合を開き、翌年実施予定の群馬県議選に前橋市選挙区から立候補する意向を表明した。この会合には日本維新の会本部の藤田文武幹事長も出席し講演を行った。
同年12月28日、県庁で記者会見を開き、日本維新の会本部から県議選前橋市選挙区の公認を同月22日付で得たことを発表した。日本維新の会本部は同日、宮崎の同党群馬1区支部長の辞退を公表した。また、維新本部は翌年1月13日、宮崎を県議選前橋市選挙区で公認したことを公表した。
2023年4月の群馬県議選には前橋市選挙区（定数8）から日本維新の会公認で立候補し初当選した。県議選を終えて、維新は前橋市選挙区で自民にも立民にも投票したくない保守層の受け皿になったとの認識を示した。また、上毛新聞の単独インタビューで、自身は前橋市選挙区の旧民主党系県議2名（本郷高明・小川晶）に従来から投票してきた革新・リベラル層の票をほとんど獲得できなかったとの分析結果を明かした。

## 政策・主張
- 憲法9条改正に反対[98]。
- 憲法解釈変更による集団的自衛権行使に反対[98]。
- ヘイトスピーチを法律で規制することに賛成[98]。
- アベノミクスをどちらかと言えば評価する[99]。
- 「当面は財政再建のために歳出を抑えるのではなく、景気対策のために財政出動を行うべきだ」という意見に賛成[100]。
- 「国債は安定的に消化されており、財政赤字を心配する必要はない」という意見に賛成[100]。
- 時限的又は恒久的に消費税率を引き下げることに賛成[100]。
- 所得や資産の多い人に対する課税を強化することにどちらかと言えば賛成[100]。
- 幼稚園・保育所から大学までの教育無償化に賛成[100]。
- 共謀罪法をどちらかと言えば評価しない[100]。
- 首相による靖国神社参拝にどちらかと言えば反対[99]。
- 安倍内閣による森友学園問題・加計学園問題への対応を評価しない[99]。
- 同性婚を法律で認めることにどちらかと言えば賛成[99]。
- LGBTなど性的少数者をめぐる『理解増進』法案を早期に成立させることに賛成[100]。
- 選択的夫婦別姓制度の導入にどちらかと言えば賛成（2017年）[99]。
  - 賛成（2021年）[100]。
- 消費税10%の引き上げにどちらかと言えば反対[99]。
- 元ライトノベル作家という経歴もあり、アニメ・ゲーム等の表現の規制に反対の主意書を提出している[101]。
- リフレ派を自称している[102]。

## 人物
- 衆院議員1期目のときに民主党のデフレ脱却議員連盟で事務局長を務めた[103]。
- 2012年衆院選に落選後の2年間は、妻が臨時教員として家計を支え、自身は政治活動のかたわら家事や子育てに取り組んだ[104][105]。
- 2016年の安保法の衆院採決の際に辻元清美、大串博志、泉健太らとプラカードを掲げて抗議した[106]。
- 中央大学辞達学会後輩の憲政史家倉山満や同大学辞達学会同期の経済評論家上念司とは大学生時代から親交が深い[107][108]。
- 宮崎謙介が不倫騒動を起こした際には、同氏と苗字が同じであったことから同氏と誤認した人々により宮崎岳志事務所に苦情の電話が多く寄せられた[109][110]。
- 産経新聞は衆議院議員2期目の宮崎を「本会議場で大声で政府側をヤジっている」印象が強いと評した[111]。
- 宮崎は衆議院議員2期目のときに福島伸享衆院議員と共に森友学園問題・加計学園問題追及の中心的役割を果たし、関係者とのパイプも存在する[112][113]。宮崎が2017年10月の衆院選に落選した際には安倍首相周辺から落選を喜ばれた[112]。

## エピソード

### 群馬1区の公認問題
2020年9月15日、旧・立憲民主党と旧・国民民主党が合流し、新・立憲民主党が発足。同年10月4日、新・立憲民主党の群馬県総支部連合会（群馬県連）が発足。同日に群馬県連は群馬1区の候補者を公募すると決定した。元大学准教授の斎藤敦子が公募に応じる意向を真っ先に示したことが翌5日の上毛新聞（朝刊）により報じられた。同年10月31日に野党共闘を目指す「群馬1区市民の会」主催の集会が前橋市内で開かれ、そこに出席した宮崎も公募に応じる意向を表明した。
同年11月2日、公募への応募が締め切られた。群馬県連の公募に応募したのは宮崎、斎藤、東京都の男性医師の3名であった。この時点では、選考の方法や時期については未定であった。
11月9日、立民群馬県連は候補の選考を話し合いではなく群馬県連執行部と群馬1区在住の一般党員による投票で行うと決定した。また、公募に応じた者達による討論会を11月30日に開き、そのあとの同日中に投票を行うことも決定した。投票を行う者は計45人であると11月11日に報じられた。
群馬県連は11月18日までに書類審査を終了した。公募に応じた3名全員が群馬県連の書類審査を通過した。
11月30日、公募に応じた3名による討論会が行われた後に、群馬県連役員（1人3票）と群馬1区在住の一般党員（1人1票）による投票（投票者計45人）が行われ、斎藤が選出された。1回目の投票では3名とも規定の得票数を超えることができず、宮崎と斎藤で決選投票が行われた結果、斎藤が僅差で宮崎を上回った。1回目の投票および決選投票では共に「該当なし」とする票が一定数存在した。県連は公募に応じた3名の詳細な得票数は公表しなかった。
12月10日、群馬県連は斎藤を次期衆院選の公認候補予定者に相当する群馬1区総支部長に就任させるよう党本部に上申した。しかし、党本部は群馬県連の上申を認めず群馬1区総支部長を空席のままにした。
党本部が斎藤を群馬1区総支部長に就任させないことから、群馬県連は2021年7月19日、県連独自に斎藤を「支援」することを決めた。党本部との協議は継続するとした。群馬県連は、県連から斎藤以外の人物の公認を党本部に申請する考えがないことを示した。党本部の選対幹部は今春に「斎藤氏の公認は難しい」と県連側に伝えていたことを明かした。党本部の旧立憲出身者を中心に斎藤への反感があり、党本部は斎藤を公認候補予定者にすることに難色を示していることが報じられた。斎藤の扱いに関して県連と党本部の間に「溝がある」とも報じられた。党本部の幹部は、公募に伴う投票（投票者45人）は群馬県連が勝手に実施したものであるため、投票でトップだった斎藤を無条件で群馬1区総支部長に就任させるわけにはいかないことを明かしていた。
2021年8月31日、立憲民主党本部の枝野幸男代表は定例記者会見での記者の質問に対して、群馬1区は同党公認候補を擁立しない空白区となる見込みであることを明かした。
同年10月6日の読売新聞は、党本部の幹部が「いろいろな声が上がっていて、（斎藤の）公認には慎重にならざるを得ない」と明かしたことを伝えた。
同年10月12日、立憲民主党本部は常任幹事会を開き第49回衆院選立候補予定者計214人を小選挙区で正式に公認したが、群馬1区の公認に関する発表はなく党本部は斎藤を公認しなかった。小選挙区の公認発表は原則として10月12日のみであった。
同年10月16日、立憲民主党本部は比例単独での公認候補者26人を発表した。党本部は10月16日で公認候補の擁立作業を終えたとした。
同年10月18日の上毛新聞は、党本部の幹部が斎藤の公認について「今公認を決めていないことは、言わずもがなそういうことだ」と述べたことを伝えた。
斎藤は同年10月19日の公示日になっても立憲民主党本部から公認されなかったため2021年衆院選には無所属で群馬1区から出馬した（候補者4人中得票数3位で落選）。立民群馬県連最高顧問の角田義一元参議院議員は斎藤の群馬1区擁立を推進していた。

## 所属議員連盟
- みんなで靖国神社に参拝する国会議員の会[143]

## 作品リスト
いずれも集英社・コバルト文庫刊。
- 『放課後戦役』集英社〈コバルト文庫〉、2002年3月1日。ISBN 978-4086000864。
- 『つばさ』集英社〈コバルト文庫〉、2002年9月3日。ISBN 978-4086001625。
- 『魔法半将軍 十四歳の魔王』集英社〈コバルト文庫〉、2004年3月31日。ISBN 978-4086004114。

## 家族・親族
親族には医師が多い。身内に政治家はいなかった。宮崎岳志は40歳の時に結婚。結婚の仲人は羽田孜元首相が務めた。妻の宮崎裕紀子は、2021年2月7日投開票の前橋市議会議員選挙（定数38）に立候補し、候補者47人中得票数2位で初当選した（任期の開始日は2月23日）。
- 父・瑞穂（脳外科医、前橋赤十字病院元院長[156]・現名誉院長、群馬大学医学部卒業）[2]
- 弟・泰斗（医師、東邦大学医療センター大森病院感染症科講師・診療責任者[157]、東邦大学医学部卒業）[158][注 15]
- 妻・裕紀子（前橋市議会議員、群馬大学教育学部卒業）[152]
- 長男（2011年生 - ）[161]
- 長女（2019年生 - ）[162]

## 選挙歴
| 当落 | 選挙                     | 執行日         | 選挙区  | 政党         | 得票数     | 得票率 | 定数 | 得票順位 /候補者数 | 政党内比例順位 /政党当選者数 |
| ---- | ------------------------ | -------------- | ------- | ------------ | ---------- | ------ | ---- | ------------------ | ---------------------------- |
| 当   | 第45回衆議院議員総選挙   | 2009年08月30日 | 群馬1区 | 民主党       | 12万2711票 | 48.00% | 1    | 1/5                | /10                          |
| 落   | 第46回衆議院議員総選挙   | 2012年12月16日 | 群馬1区 | 民主党       | 3万5074票  | 16.67% | 1    | 3/5                | 20/3                         |
| 比当 | 第47回衆議院議員総選挙   | 2014年12月14日 | 群馬1区 | 民主党       | 4万9862票  | 26.56% | 1    | 3/4                | 2/4                          |
| 落   | 第48回衆議院議員総選挙   | 2017年10月22日 | 群馬1区 | 希望の党     | 7万1569票  | 37.66% | 1    | 2/3                | 7/4                          |
| 落   | 第49回衆議院議員総選挙   | 2021年10月31日 | 群馬1区 | 日本維新の会 | 4万2529票  | 21.72% | 1    | 2/4                | 4/2                          |
| 当   | 2023年群馬県議会議員選挙 | 2023年4月9日   | 前橋市  | 日本維新の会 | 1万2159票  | 12.11% | 8    | 3/10               | /                            |